# Pierre Brizon
Pour les articles homonymes, voir Brizon (homonymie).
Pierre Brizon, né le 16 mai 1878 à Franchesse et mort le 1er août 1923 à Paris, est un professeur et homme politique français.

## Biographie
Pierre Brizon naît dans une famille de petits propriétaires terriens. Il est reçu premier à l'École normale supérieure de Saint-Cloud. Il vient au socialisme dans la lancée de l'affaire Dreyfus, et se situe entre 1908 et 1914, dans le néo-guesdisme.
Fermement anti-dreyfusard au moment de J'accuse, il est « converti » par le procès d'Émile Zola et, dès mai 1898, il déplore l'échec de Jean Jaurès aux élections. À l'automne 1899, il est un jeune professeur, nommé à l'École normale de Laval.
De Laval à Lagord, de Lagord à Alençon, d'Alençon à Parthenay, presque chaque semestre entre la rentrée de 1899 et celle de 1901, il se doit de trouver un nouveau poste à la suite de conflits avec ses directeurs successifs. Son orientation socialiste se fait plus ferme pendant cette période : à partir de juin 1901, Pierre Brizon adhère à un groupe et fait ouvertement de la propagande socialiste auprès de ses élèves. À la rentrée de Pâques 1902, il est nommé à l'École nationale professionnelle d'Armentières. Après ses importantes prises de position pendant la grève de 1903, il est sanctionné et en repart en décembre 1903 pour celle de Voiron.
Brizon adhère au Parti socialiste (SFIO), dès son unification en 1905. Conseiller d'arrondissement du canton de Bourbon-l'Archambault depuis 1907, il est élu député socialiste de l'Allier de 1910 à 1919. Libre-penseur et pacifiste internationaliste, il soutient les luttes ouvrières et écrit avec de nombreux articles dans des journaux socialistes. Pierre Brizon se signale à l'Assemblée nationale par sa défense des métayers. En 1914, comme l'intégralité des élus de la Section française de l'Internationale ouvrière, il rejoint l'Union sacrée. Cependant, sa position sur la guerre évolue au cours du conflit. En 1916, il participe à la Conférence de Kiental de l'Internationale socialiste. Puis, le 24 juin 1916, avec Jean-Pierre Raffin-Dugens et Alexandre Blanc, il refuse pour la première fois en France le vote des crédits de guerre.

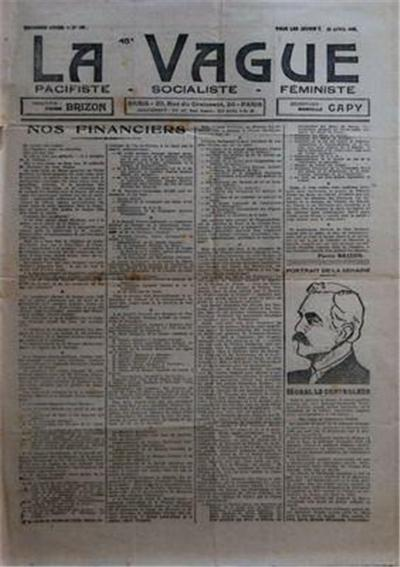
La Vague (1918-1923)

Battu aux législatives de 1919, il ne participe pas au congrès de Tours qui voit la naissance du Parti communiste français (PCF, Section française de l'Internationale communiste). Il y adhère ensuite éphémèrement, puisqu'il en est exclu en octobre 1922. Il rejoint alors l'Union socialiste communiste (renommé depuis en Parti socialiste communiste) aux côtés d'autres exclus du PCF.
Homme de presse, il lance le 5 janvier 1918 La Vague, « hebdomadaire de combat pacifiste, socialiste et féministe », puis, après avoir dû l'abandonner, il publie le Bloc des rouges.
Compagnon de la journaliste socialiste et féministe Marcelle Capy, avec laquelle il collabore à La Vague, il l'épouse en 1922.
Pierre Brizon meurt prématurément le 1er août 1923 à Paris, à 45 ans. L'Humanité lui consacre une notice nécrologique élogieuse.